# Gołębiewo (Kozłowo)
Gołębiewo (deutsch Wiersbau, 1928 bis 1945 Taubendorf) ist ein Ort in der polnischen Woiwodschaft Ermland-Masuren und gehört zur Gmina Kozłowo (Landgemeinde Groß Koslau, 1938 bis 1945 Großkosel) im Powiat Nidzicki (Kreis Neidenburg).

## Geographische Lage
Gołębiewo liegt am Lindenauer Fließ (polnisch Lipowska Struga) im Südwesten der Woiwodschaft Ermland-Masuren, 15 Kilometer westlich der Kreisstadt Nidzica (deutsch Neidenburg).

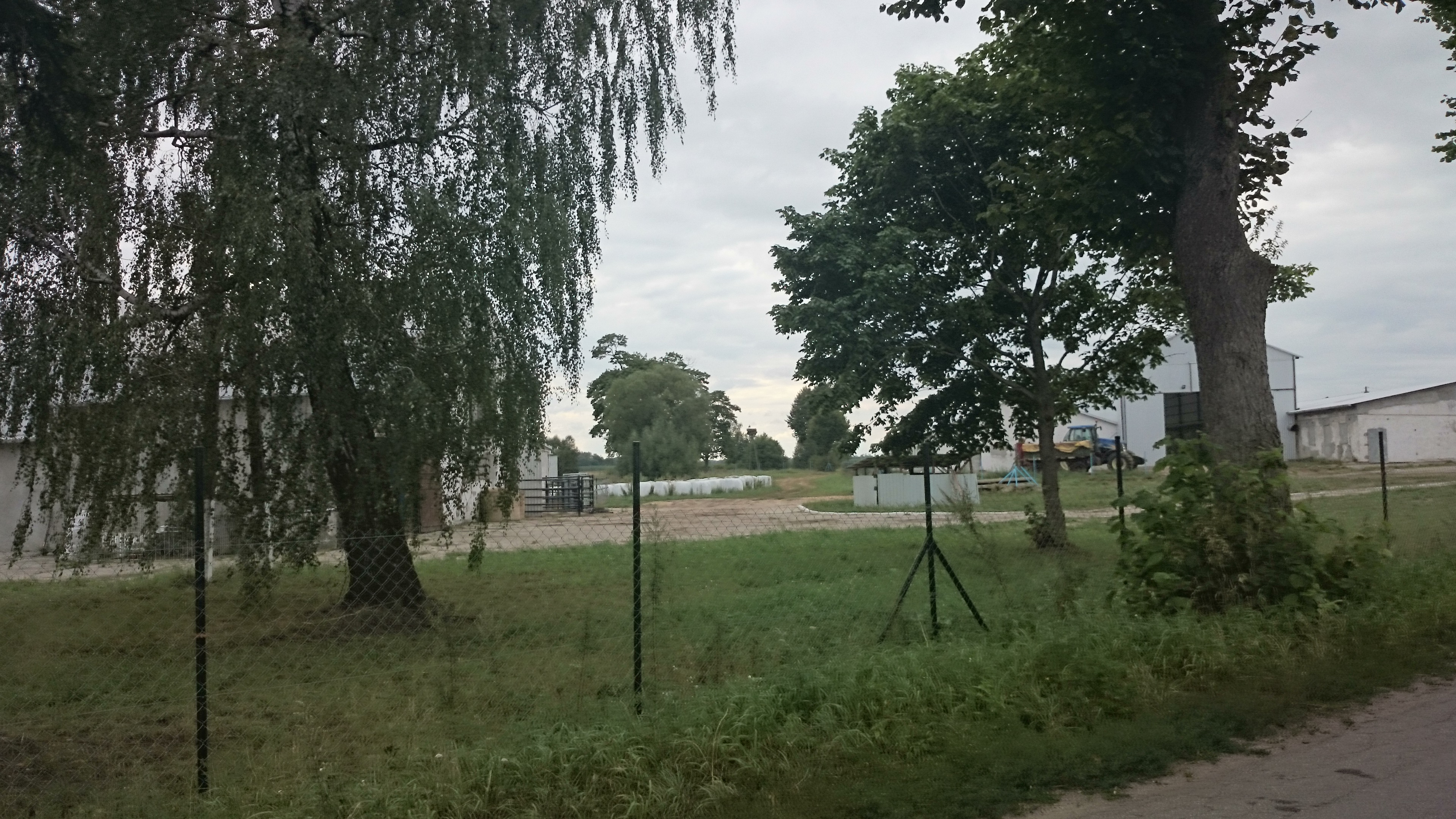
Bäuerliches Anwesen in Gołębiewo

## Geschichte

### Bis 1945

#### Wiersbau
Wiersbau – zur Unterscheidung von dem ebenfalls im Kreis Neidenburg gelegenen Wiersbau bei Soldau (polnisch Wierzbowo) meist mit dem Zusatz „bei Neidenburg“ genannt – dürfte 1717 erstmals erwähnt sein. Im Jahre 1874 wurden sowohl die  Landgemeinde Wiersbau als auch der Gutsbezirk Wiersbau in den neu errichteten Amtsbezirk Groß Schläfken (polnisch Sławka Wielka) im ostpreußischen Kreis Neidenburg aufgenommen. Der Gutsbezirk Wiersbau allerdings wurde am 4. Mai 1898 in die neue Landgemeinde Wiesenfeld (polnisch Wierzbowo) umgewandelt.
Die Zahl der Einwohner des Dorfes Wiersbau belief sich 1910 auf 76. Am 1. November 1928 wurde der Nachbarort Taubendorf in die Landgemeinde Wiersbau eingegliedert, und zum gleichen Datum die Landgemeinde Wiersbau in „Taubendorf“ umbenannt.

#### Taubendorf
Zum ersten Male erwähnt wurde Taubendorf um etwa 1400. Landgemeinde und Gutsbezirk Taubendorf wurden 1874 in den ostpreußischen Amtsbezirk Groß Schläfken (polnisch Sławka Wielka) im Kreis Neidenburg eingegliedert, wobei die Landgemeinde Taubendorf allerdings am 23. Juli 1893 in den Gutsbezirk eingemeindet wurde. Derart zusammengewachsen, verzeichnete 1910 das Dorf 178 Einwohner. Nicht ganz zwei Jahrzehnte später – am 1. November 1928 – wurde  Taubendorf in den Nachbarort Wiersbau eingemeindet, wobei die so entstandene Gemeinde jedoch „Taubendorf“ genannt wurde. Als solche zählte sie 1933 bereits 200 und 1939 noch 194 Einwohner.

### Ab 1945

#### Gołębiewo
Als 1945 in Kriegsfolge 1945 das gesamte südliche Ostpreußen an Polen fiel, war nun eben auch Taubendorf und der in ihm aufgegangene Ort Wiersbau davon betroffen. Das Dorf erhielt die polnische Namensform „Gołębiewo“ und ist heute eine Ortschaft im Verbund der Gmina Kozłowo (Landgemeinde Groß Koslau, 1938 bis 1945 Großkosel) im Powiat Nidzicki (Kreis Neidenburg), bis 1998 der Woiwodschaft Olsztyn, seither der Woiwodschaft Ermland-Masuren zugehörig.

## Kirche
Bis 1945 war Wiersbau resp. Taubendorf in die evangelische Kirche Thalheim (polnisch Dziurdziewo) in der Kirchenprovinz Ostpreußen der Kirche der Altpreußischen Union sowie in die römisch-katholische Kirche Thurau (Turowo) eingepfarrt. Heute gehört Gołębiewo evangelischerseits zur Heilig-Kreuz-Kirche Nidzica (Neidenburg) in der Diözese Masuren der Evangelisch-Augsburgischen Kirche in Polen, außerdem zur Pfarrei Szkotowo (Skottau) mit der Filialkirche Dziurdziewo im Erzbistum Ermland.

## Verkehr
Gołębiewo liegt an einer Nebenstraße, die von der Stadt Działdowo (Soldau) nach Wierzbowo bzw. noch weiter bis Zybułtowo (Seewalde) verläuft und die Woiwodschaftsstraßen 544 und 545 mit der Woiwodschaftsstraße 538 verbindet. Eine Anbindung an den Bahnverkehr besteht nicht.

## Persönlichkeit
- Bernhard Skrodzki (* 23. Februar 1902 in Wiersbau), deutscher Politiker, CDU († 1969)